# Asterosporium
Asterosporium är ett släkte av svampar. Asterosporium ingår i divisionen sporsäcksvampar och riket svampar.